# خانه گنجعلی‌زاده
خانه گنجعلی‌زاده مربوط به دوره پهلوی اول است و در تبریز، ضلع شرقی چایکنار، جنب بازار تبریز واقع شده و این اثر در تاریخ ۲۲ خرداد ۱۳۷۹ با شمارهٔ ثبت ۲۷۰۲ به‌عنوان یکی از آثار ملی ایران به ثبت رسیده است.